# Luc Benoist
Lucien „Luc“ Joseph Benoist, Pseudonym: Luc-Benoist (* 22. Dezember 1893 in Paris, Frankreich; † 28. Juli 1979 in Mauves-sur-Loire) war ein französischer Kunsthistoriker, Autor und Essayist.

## Leben
In den 1920er Jahren veröffentlichte Benoist seine ersten Bücher zur Kunstgeschichte. Von 1928 an wandte sich sein Interesse der Esoterik und dem  Symbolismus zu. Sein besonderes Interesse galt der Metaphysik des Nahen Ostens und dem Werk von René Guénon.
Benoist arbeitete als Konservator am Schloss von Versailles und wurde Ehrenkonservator der Musées de France. Seine Berufsjahre schloss er in der Zeit von 1947 bis 1959 als Konservator am Kunstmuseum Nantes in der Bretagne ab. Der Chefredakteur der Nouvelle Revue Française Jean Paulhan beauftragte ihn vor Kriegsausbruch 1939 mit einer Arbeit über das Werk Guénons, die jedoch erst 1943 in der Zeitschrift erscheinen konnte. Nachdem Guénon nach Kairo umgezogen war, korrespondierte Benoist regelmäßig mit Guénon und veröffentlichte die Korrespondenz in der Zeitschrift Études Traditionelles.

## Veröffentlichungen
- 1921: Adolescentines. A. Bessire, Paris.
- 1928: La sculpture romantique. La Renaissance du Livre, Paris.
- 1930: Coysevox, Plon, Paris; Reihe: Les Mâitres de l'art.
- 1933: Pseudonym Luc-Benoist: Notre-Dame de L'Épine; Reihe: „Petites monographies des Grands Édifices de la France“. Henri Laurens, Paris.
- 1941: Art du monde, la spiritualité du métier. Gallimard, Paris.
- 1947: Versailles et la monarchie. Éditions du Cluny, Paris 1947.
- 1960: Le compagnonnage et les métiers; Reihe: „Que sais-je?“. Presses universitaires de  France, Paris
- 1963: L'Ésotérisme; Reihe: „Que sais-je?“. Presses universitaires de France, Paris.
- 1975: Signes, symboles et mythes, Reihe: „Que sais-je?“. Presses universitaires de France, Paris.
- 1979: Le Château des Ducs de Bretagne et ses collections, Chiffoleau, Nantes.

## Einzelnachweis
1. ↑  matchID - Fichier des décès

| Personendaten    | Personendaten                                     |
| ---------------- | ------------------------------------------------- |
| NAME             | Benoist, Luc                                      |
| ALTERNATIVNAMEN  | Luc-Benoist (Pseudonym)                           |
| KURZBESCHREIBUNG | französischer Kunsthistoriker, Autor und Essayist |
| GEBURTSDATUM     | 22. Dezember 1893                                 |
| GEBURTSORT       | Paris, Frankreich                                 |
| STERBEDATUM      | 28. Juli 1979                                     |
| STERBEORT        | Mauves-sur-Loire                                  |